# 北卡羅來納州第一炮隊C連
北卡羅來納州第一炮隊C連（Battery C, 1st North Carolina Artillery）於1861年5月16日在夏洛特（Charlotte）成立，原名Charlotte Artillery。

## 裝備
- 一門12口徑榴彈砲
- 兩門6口徑無膛線炮(銅製)
- three 3-inch rifle guns

## 戰役
- 新伯恩之役
- 馬份山之役
- 葛底斯堡之役
- 莽原之役
- 彼得斯堡之役
- 阿波馬托克斯郡府之役

## 外部連結
- https://web.archive.org/web/20080509160955/http://www.reillysbattery.org/History/BatteryChistory.htm 北卡羅來納州第一炮隊C連之歷史